# Драгана Љуна
Драгана Љуна (Книн, 2. октобар 1978) српска је песникиња и хуманитарка, која живи у Регензбургу, Немачка. Ауторка је поезије за децу и одрасле.

## Биографија
Рођена је у Книну, а током злочиначке операције „Олуја” 1995. године избегла је из села Колашац, у области Буковица, у тадашњој Републици Српској Крајини, у Београд. У Београду се школовала и радила, а онда је 2019. решила да живот настави у Немачкој.
Написала је три књиге песама: збирку родољубиве поезије „Огњишта Крајине” (2020), збирку дечје поезије „Књига за Ему” (2024) – коју је посветила својој унуки Емилији Михајловић и збирку „Чувари истине и прага” (2024).
Стихови су јој објављени и у књижевним зборницима и антологијама, попут „Историје српске књижевности за децу и младе” (2024) и „Процвалих божура” (2024). Лауреткиња је међународних литерарних награда – Културног удружења „Муса Ћазим Ћатић” из Оџака, Босна и Херцеговина (2024) и „ART Danubius”, признање мађарских колега (2024).
Чланица је Књижевне заједнице Југославије, Савеза књижевника у отаџбини и расејању, Друштва књижевника Београда, Српског уметничког друштва „Београд” и Института за дечју књижевност.
Потпредседница је Добровољног хуманитарног удружења „Вучје срце”.
Увршћена је у „Енциклопедију националне дијаспоре”, коју уређује Иван Калаузовић Иванус.
Мајка је сина и ћерке, Александра и Тамаре.
Живи и ради у Регензбургу и припрема нову књигу поезије.

## Дела (избор)
- Огњишта Крајине – збирка родољубиве поезије (Српско уметничко друштво „Београд”, Београд, 2020)
- Књига за Ему – збирка дечје поезије (Центар за културу „Врачар”, Београд, 2024)
- Чувари истине и прага – збирка поезије (Центар за културу „Врачар”, Београд, 2024)